# Carex randalpina
Carex randalpina là một loài thực vật có hoa trong họ Cói. Loài này được B.Walln. mô tả khoa học đầu tiên năm 1993.